# Łukowiec (gmina)
Łukowiec – dawna gmina wiejska w woj. warszawskim. Nazwa gminy pochodzi od wsi Łukowiec, lecz siedzibą władz gminy był Latowicz.
Gmina Łukowiec była jedną z 16 gmin wiejskich powiatu nowomińskiego guberni warszawskiej. Jednostka należała do sądu gminnego okręgu II w Latowiczu. W jej skład wchodziły folwarki Łukowiec i Płomieniec oraz wsie Łukowiec, Jeruzal i Płomieniec. Gmina miała 20334 mórg obszaru i liczyła 4989 mieszkańców (1867 rok). 
W połowie 1870 roku do gminy Łukowiec włączono obszary zniesionych gmin Dębe Małe i Wielgolas. Odtąd była to obszarowo stosunkowo dużo gmina.
Gmina została zniesiona z dniem 26 lutego 1923 roku:
- 11 wsi, 11 folwarków i 12 kolonii (Stanisławów, Stawek, Wężyczyn, Dąbrówka, Jeruzal, Płomienice, Łukowiec, Lipiny, Dębowce, Dębieniec i Borki, oraz folwarki: Wężyczyn, Łukowiec, Teklina, Teklinka Mała, Lipiny, Waliska, Dębowce A - Budka, Boży Las, Borki, Borki h. i Borki B., a także kolonje: - Stawek, Sabachówka - Wężyczyn, Lipiny C, Moczarczyzna, Nagody, Dębowce B. Waliska, Waliska-Zastawie, Waliska - serwituty, Dębowce D., Dębowce C. i Zdrójki) utworzono – wraz ze wsią Kołacz, wyłączoną z gminy Kuflew – nową gminę Jeruzal;
- jedną miejscowość – wieś Wymyśle - przyłączono do gminy Latowicz;
- pozostałe miejscowości (rozporządzenie nie wymienia ich liczby) - utworzyły gminę Wielgolas z siedzibą w Latowiczu (m.in. Borówek, Budy Wielgoleskie, Budziska, Chyżyny, Dębe Małe, Gołełąki, Kamionka, Kozłów, Starogród, Starogród Nowy, Transbór i Wielgolas)[6].